# Azerer
Azerer (azerbajdzjanska: Azərilər, آذریلر), azerbajdzjaner (azerbajdzjanskt uttal: [ˌæzərbaɪˈdʒæni,_-ɑːni]; azerbajdzjanska: Azərbaycanlılar, آذربایجانلیلار) eller azerbajdzjanska turkar (Azərbaycan Türkləri, آذربایجان تۆرکلری), är ett folkslag som talar azerbajdzjanska, ett turkspråk nära besläktat med turkietturkiska. Azerbajdzjan tillhörde tidigare Iran fram till Russo-Persiska kriget som startade 1826 där ryssarna separerade ett stort landområde från iranska Azerbajdzjanprovinsen. Azerbajdzjan blev senare också en del av Sovjetunionen fram till dess fall 1991.
Det lever fler azerer i Iran än i Azerbajdzjan. Iranska Azerbajdzjaner utgör omkring en tredjedel av Irans befolkning och är den största etniska gruppen efter perserna.